# Novara (província)
A província de Novara é uma província italiana da região de Piemonte com cerca de 365.000 habitantes, densidade de 257 hab/km². Está dividida em 88 comunas, sendo a capital Novara.
Faz fronteira a norte com a província do Verbano Cusio Ossola, a este e a sul com a região da Lombardia (província de Varese, província de Milão e província de Pavia) e a oeste com a província de Vercelli.